# هيشان
هيشان هي إحدى مدن الصين. يبلغ عدد سكانها 492٫814 نسمة في عام 2010، وتبلغ مساحتها 1108.3 كم².

## المناخ
يظهر الجدول التالي التغييرات المناخية على مدار السنة لهيشان:
| البيانات المناخية لـهيشان                        | البيانات المناخية لـهيشان | البيانات المناخية لـهيشان | البيانات المناخية لـهيشان | البيانات المناخية لـهيشان | البيانات المناخية لـهيشان | البيانات المناخية لـهيشان | البيانات المناخية لـهيشان | البيانات المناخية لـهيشان | البيانات المناخية لـهيشان | البيانات المناخية لـهيشان | البيانات المناخية لـهيشان | البيانات المناخية لـهيشان | البيانات المناخية لـهيشان |
| الشهر                                            | يناير                     | فبراير                    | مارس                      | أبريل                     | مايو                      | يونيو                     | يوليو                     | أغسطس                     | سبتمبر                    | أكتوبر                    | نوفمبر                    | ديسمبر                    | المعدل السنوي             |
| ------------------------------------------------ | ------------------------- | ------------------------- | ------------------------- | ------------------------- | ------------------------- | ------------------------- | ------------------------- | ------------------------- | ------------------------- | ------------------------- | ------------------------- | ------------------------- | ------------------------- |
| الدرجة القصوى °م (°ف)                            | 29.0 (84.2)               | 31.7 (89.1)               | 31.8 (89.2)               | 34.1 (93.4)               | 35.3 (95.5)               | 38.1 (100.6)              | 39.6 (103.3)              | 38.2 (100.8)              | 36.8 (98.2)               | 35.8 (96.4)               | 33.1 (91.6)               | 29.8 (85.6)               | 39.6 (103.3)              |
| متوسط درجة الحرارة الكبرى °م (°ف)                | 17.8 (64.0)               | 18.6 (65.5)               | 21.5 (70.7)               | 25.9 (78.6)               | 29.7 (85.5)               | 31.6 (88.9)               | 33.0 (91.4)               | 32.9 (91.2)               | 31.4 (88.5)               | 28.7 (83.7)               | 24.3 (75.7)               | 19.9 (67.8)               | 26.3 (79.3)               |
| المتوسط اليومي °م (°ف)                           | 13.7 (56.7)               | 14.9 (58.8)               | 17.9 (64.2)               | 22.3 (72.1)               | 25.8 (78.4)               | 27.6 (81.7)               | 28.7 (83.7)               | 28.6 (83.5)               | 27.4 (81.3)               | 24.5 (76.1)               | 19.9 (67.8)               | 15.4 (59.7)               | 22.2 (72.0)               |
| متوسط درجة الحرارة الصغرى °م (°ف)                | 10.9 (51.6)               | 12.4 (54.3)               | 15.4 (59.7)               | 19.8 (67.6)               | 23.0 (73.4)               | 25.0 (77.0)               | 25.7 (78.3)               | 25.7 (78.3)               | 24.5 (76.1)               | 21.5 (70.7)               | 16.7 (62.1)               | 12.3 (54.1)               | 19.4 (66.9)               |
| أدنى درجة حرارة °م (°ف)                          | 2.6 (36.7)                | 2.6 (36.7)                | 3.7 (38.7)                | 8.8 (47.8)                | 15.5 (59.9)               | 18.4 (65.1)               | 22.2 (72.0)               | 22.3 (72.1)               | 16.4 (61.5)               | 10.5 (50.9)               | 4.6 (40.3)                | 1.5 (34.7)                | 1.5 (34.7)                |
| الهطول مم (إنش)                                  | 42.7 (1.68)               | 67.2 (2.65)               | 89.8 (3.54)               | 170.6 (6.72)              | 273.4 (10.76)             | 314.8 (12.39)             | 235.3 (9.26)              | 259.8 (10.23)             | 215.5 (8.48)              | 72.0 (2.83)               | 43.1 (1.70)               | 29.4 (1.16)               | 1٬813٫6 (71.4)            |
| متوسط الرطوبة النسبية (%)                        | 74                        | 81                        | 83                        | 84                        | 83                        | 84                        | 82                        | 81                        | 79                        | 73                        | 70                        | 68                        | 79                        |
| المصدر: China Meteorological Data Service Center |                           |                           |                           |                           |                           |                           |                           |                           |                           |                           |                           |                           |                           |

## أعلام
- يي جيانليان